# Чудотворец (фильм, 1922)
Чудотворец — чёрно-белый немой фильм. Вышел на экраны 29 августа 1922 года.

## Сюжет
Молодой крепостной крестьянин Еремей Мизгирь за свои озорные проделки сдаётся барыней в солдаты. Мизгирь попадает в Петербург в гвардейский полк. Находчивый, разбитной, весёлый, он легко справляется со своими служебными обязанностями и, хотя за проказы ему нередко достается от фельдфебеля, никогда не унывает. Но вот пришли печальные вести из деревни: у стариков пала корова, а невесту Еремея Дуню неотступно преследует приказчик. Взгрустнулось солдату. Стоя на часах у богатой, убранной бриллиантами иконы Казанской Божьей Матери и раздумывая о том, как помочь старикам и невесте, Мизгирь решается на отчаянный шаг. Он разбивает стекло иконы и выковыривает из венчика Богоматери большой камень-самоцвет. Когда же обнаруживается пропажа, Мизгирь, не моргнув глазом, объявляет, что камень ему дала сама Божья Матерь.

## В ролях
- Петр Кириллов — Еремей Мизгирь
- Елена Туманская — Дуня
- Василий Кожура — Николай I
- Раиса Мамонтова — императрица Александра Фёдоровна
- Лазарь Яковлевич Анци-Половский

## Съёмочная группа
- режиссёр — Александр Пантелеев
- сценарист — Александр Зарин
- оператор — Николай Козловский